# Chris Camozzi
Chris Camozzi, né le 20 novembre 1986 à Alameda en Californie, est un pratiquant professionnel américain d'arts martiaux mixtes (MMA). Il combat actuellement au sein de la division poids moyens de l'Ultimate Fighting Championship.

## Palmarès en arts martiaux mixtes
| 36 combats     | 24 victoires | 12 défaites |
| Par KO         | 7            | 0           |
| Par soumission | 7            | 6           |
| Sur décision   | 10           | 6           |

| Résultat | Record | Adversaire       | Méthode                                   | Événement                                                | Date              | Round | Temps | Lieu                                    | Notes                                                                     |
| -------- | ------ | ---------------- | ----------------------------------------- | -------------------------------------------------------- | ----------------- | ----- | ----- | --------------------------------------- | ------------------------------------------------------------------------- |
| Défaite  | 24-12  | Dan Kelly        | Soumission (étranglement arrière)         | UFC Fight Night: Whittaker vs. Brunson                   | 26 novembre 2016  | 3     | 5:00  | Melbourne, Australie                    |                                                                           |
| Défaite  | 24-11  | Thales Leites    | Soumission (étranglement arrière)         | UFC Fight Night: Rodríguez vs. Cacerez                   | 6 août 2016       | 3     | 2:58  | Salt Lake City, Utah, États-Unis        |                                                                           |
| Victoire | 24-10  | Vitor Miranda    | Décision unanime                          | UFC Fight Night: Almeida vs. Garbrandt                   | 29 mai 2016       | 3     | 5:00  | Las Vegas, Nevada, États-Unis           |                                                                           |
| Victoire | 23-10  | Joe Riggs        | TKO (coups de genou)                      | UFC Fight Night: Cowboy vs. Cowboy                       | 21 février 2016   | 1     | 0:26  | Pittsburgh, Pennsylvanie, États-Unis    | Performance de la soirée.                                                 |
| Victoire | 22-10  | Tom Watson       | Décision unanime                          | UFC Fight Night: Teixeira vs. Saint Preux                | 8 août 2015       | 3     | 5:00  | Nashville, Tennessee, États-Unis        | Watson a reçu 1 point de pénalité à la suite de plusieurs coups illégaux. |
| Défaite  | 21-10  | Jacaré Souza     | Soumission (clé de bras)                  | UFC on Fox: Machida vs. Rockhold                         | 18 avril 2015     | 1     | 2:23  | Newark, New Jersey, États-Unis          |                                                                           |
| Victoire | 21-9   | Wes Swofford     | TKO                                       | Prize FC 8: Paramount Prize Fighting 2015                | 6 mars 2015       | 1     | 1:25  | Denver, Colorado, États-Unis            | Défend le titre des poids moyens du Prize FC.                             |
| Victoire | 20-9   | Jeremy Kimball   | Soumission (étranglement sanguin arrière) | Prize FC 7: Rock N' Rumble                               | 21 novembre 2014  | 3     | 3:33  | Denver, Colorado, États-Unis            | Remporte le titre des poids moyens du Prize FC.                           |
| Défaite  | 19-9   | Rafael Natal     | Decision partagée                         | UFC Fight Night: Souza vs. Mousasi                       | 5 septembre 2014  | 3     | 5:00  | Ledyard, Connecticut, États-Unis        |                                                                           |
| Défaite  | 19-8   | Bruno Santos     | Decision partagée                         | UFC 175: Weidman vs. Machida                             | 5 juillet 2014    | 3     | 5:00  | Las Vegas, Nevada, États-Unis           |                                                                           |
| Défaite  | 19-7   | Lorenz Larkin    | Décision unanime                          | UFC: Fight for the Troops 3                              | 6 novembre 2013   | 3     | 5:00  | Fort Campbell, Kentucky, États-Unis     |                                                                           |
| Défaite  | 19-6   | Jacaré Souza     | Soumission (étranglement bras-tête)       | UFC on FX: Belfort vs. Rockhold                          | 18 mai 2013       | 1     | 3:37  | Jaraguá do Sul, Brésil                  |                                                                           |
| Victoire | 19-5   | Nick Ring        | Décision partagée                         | UFC 158: St-Pierre vs. Diaz                              | 16 mars 2013      | 3     | 5:00  | Montréal, Québec, Canada                |                                                                           |
| Victoire | 18-5   | Luiz Cané        | Décision unanime                          | UFC 153: Silva vs. Bonnar                                | 13 octobre 2012   | 3     | 5:00  | Rio de Janeiro, Brésil                  |                                                                           |
| Victoire | 17-5   | Nick Catone      | TKO (arrêt du médecin)                    | UFC on FX: Maynard vs. Guida                             | 22 juin 2012      | 3     | 1:51  | Atlantic City, New Jersey, États-Unis   |                                                                           |
| Victoire | 16-5   | Dustin Jacoby    | Soumission (étranglement en guillotine)   | UFC on Fox: Evans vs. Davis                              | 28 janvier 2012   | 3     | 1:08  | Chicago, Illinois, États-Unis           |                                                                           |
| Défaite  | 15-5   | Francis Carmont  | Décision unanime                          | UFC 137: Penn vs. Diaz                                   | 29 octobre 2011   | 3     | 5:00  | Las Vegas, Nevada, États-Unis           |                                                                           |
| Victoire | 15–4   | Joey Villaseñor  | Décision partagée                         | Shark Fights 15                                          | 27 mai 2011       | 3     | 5:00  | Rio Rancho, Nouveau-Mexique, États-Unis | Égalité, plus tard retournée en victoire par décision partagée.           |
| Défaite  | 14–4   | Kyle Noke        | Soumission (étranglement arrière)         | UFC 127: Penn vs. Fitch                                  | 27 février 2011   | 1     | 1:35  | Sydney, Australie                       |                                                                           |
| Victoire | 14–3   | Dong Yi Yang     | Décision partagée                         | UFC 121: Lesnar vs. Velasquez                            | 23 octobre 2010   | 3     | 5:00  | Anaheim, Californie, États-Unis         |                                                                           |
| Victoire | 13–3   | James Hammortree | Décision unanime                          | The Ultimate Fighter: Team Liddell vs. Team Ortiz Finale | 19 juin 2010      | 3     | 5:00  | Las Vegas, Nevada, États-Unis           |                                                                           |
| Victoire | 12–3   | Chad Reiner      | Soumission (anaconda choke)               | King of Champions: Rage                                  | 14 novembre 2009  | 2     | 4:55  | Denver, Colorado, États-Unis            |                                                                           |
| Victoire | 11–3   | Darin Brudigan   | Soumission (étranglement en triangle)     | VFC 27: Mayhem                                           | 1er mai 2009      | 1     | 4:34  | Council Bluffs, Iowa, États-Unis        |                                                                           |
| Défaite  | 10–3   | Jesse Taylor     | Décision unanime                          | King of Champions: Shockwave 2009                        | 28 mars 2009      | 3     | 5:00  | Denver, Colorado, États-Unis            |                                                                           |
| Victoire | 10–2   | Victor Moreno    | Soumission (étranglement en guillotine)   | MTXAFN 2: Evolution                                      | 9 janvier 2009    | 2     | 0:31  | Las Vegas, Nevada, États-Unis           |                                                                           |
| Victoire | 9–2    | Elliot Duff      | Décision unanime                          | MFC 18: Famous                                           | 26 septembre 2008 | 3     | 5:00  | Edmonton, Alberta, Canada               |                                                                           |
| Défaite  | 8–2    | Nick Rossborough | Soumission (étranglement en triangle)     | Premier Championship Fighting 3                          | 21 juin 2008      | 3     | 2:46  | Longmont, Colorado, États-Unis          |                                                                           |
| Victoire | 8–1    | Dwayne Lewis     | Décision unanime                          | MFC 16: Anger Management                                 | 9 mai 2008        | 3     | 5:00  | Edmonton, Alberta, Canada               |                                                                           |
| Défaite  | 7–1    | Jesse Forbes     | Submission (clé de bras)                  | MFC 15: Rags to Riches                                   | 22 février 2008   | 3     | 1:45  | Edmonton, Alberta, Canada               |                                                                           |
| Victoire | 7–0    | Donnie Liles     | TKO (coups de poing)                      | Elite Fighting Extreme 1                                 | 10 novembre 2007  | 1     | 4:58  | Denver, Colorado, États-Unis            |                                                                           |
| Victoire | 6–0    | Tony Barker      | TKO (coups de poing)                      | Premier Championship Fighting 1                          | 16 octobre 2007   | 2     | 2:22  | Denver, Colorado, États-Unis            |                                                                           |
| Victoire | 5–0    | Aaron Truxell    | Soumission (étranglement arrière)         | Tap or Snap                                              | 18 août 2007      | 1     | 1:45  | Castle Rock, Colorado, États-Unis       |                                                                           |
| Victoire | 4–0    | Spencer Hooker   | Décision partagée                         | Kickdown Classic 37                                      | 12 mai 2007       | 3     | 5:00  | Loveland, Colorado, États-Unis          |                                                                           |
| Victoire | 3–0    | Joe Serna        | Soumission (blessure)                     | RMBB: Nuclear Assault                                    | 17 mars 2007      | 2     | 0:50  | Sheridan, Colorado, États-Unis          |                                                                           |
| Victoire | 2–0    | Gary Borum       | TKO (coups de poing)                      | Kickdown Classic 35                                      | 2 mars 2007       | 1     | 3:19  | Denver, Colorado, États-Unis            |                                                                           |
| Victoire | 1–0    | Damon Clark      | TKO (coups de poing)                      | Kickdown Classic 27                                      | 15 juillet 2006   | 1     | 3:03  | Denver, Colorado, États-Unis            |                                                                           |